# Villa Grünau

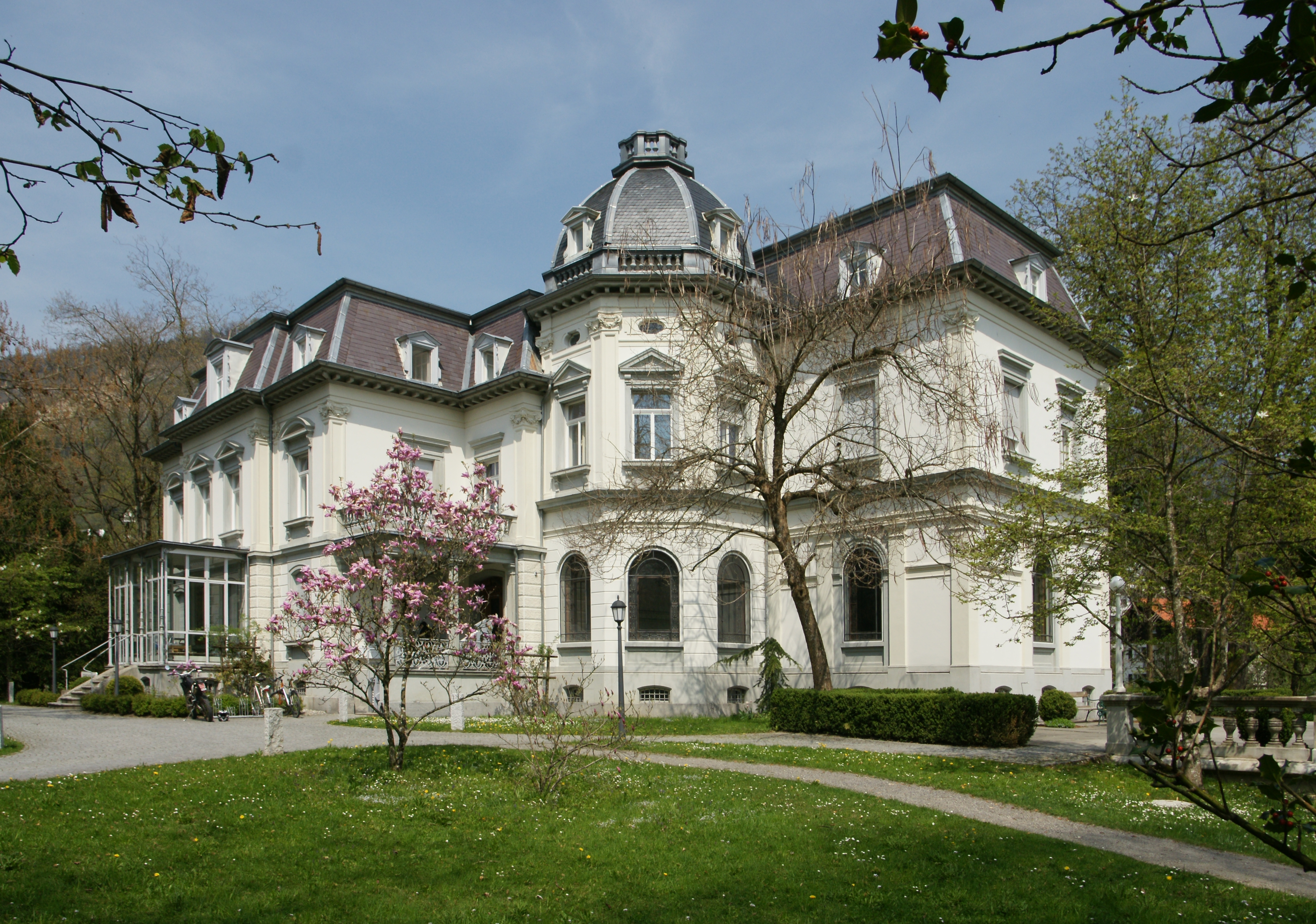
Die im Stil des Historismus erbaute Villa sollte den Reichtum und die Macht der Fabrikantenfamilie repräsentieren.

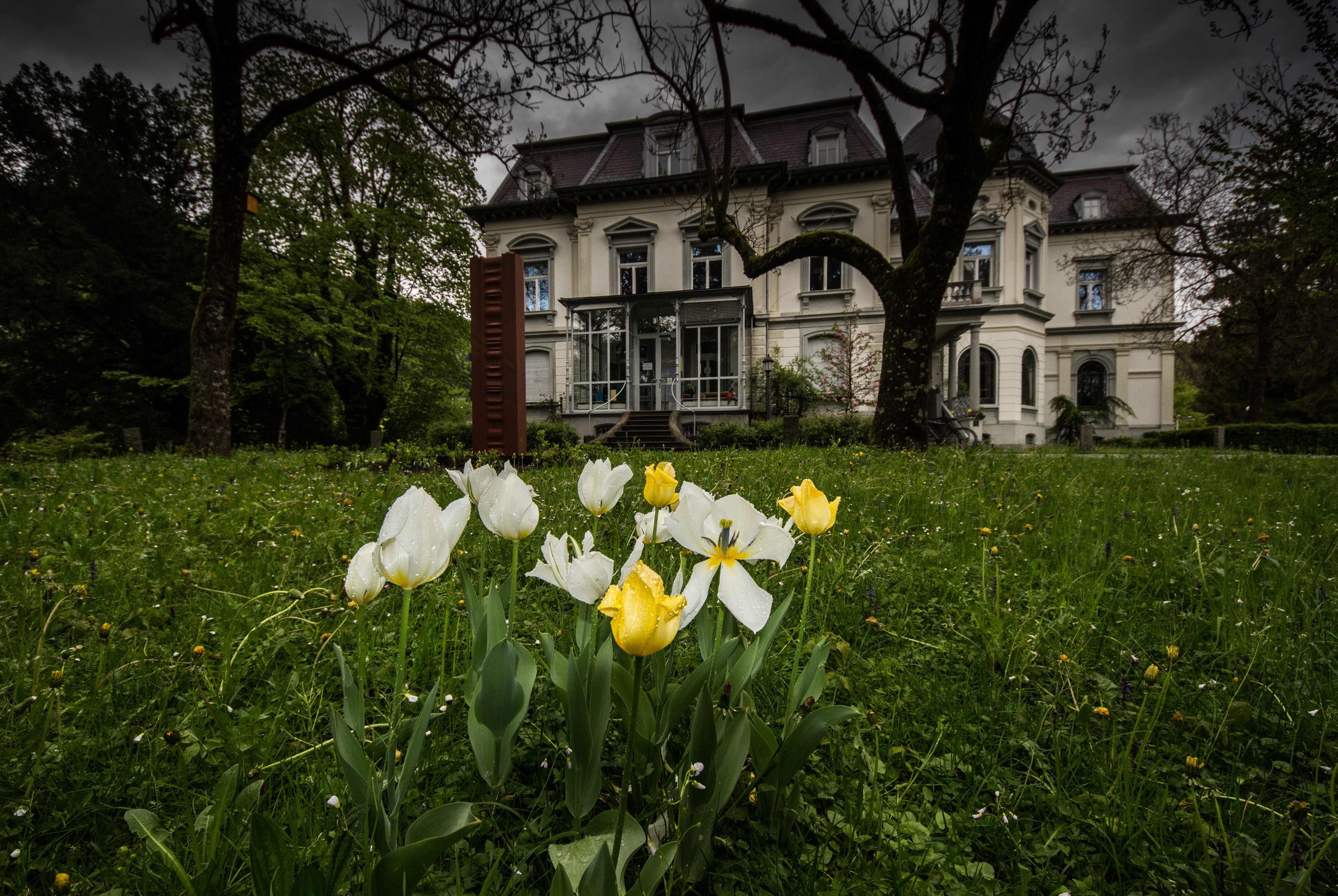
Villa Grünau im Regen

Die 1887 und 1888 erbaute Villa Grünau in der Vorarlberger Gemeinde Kennelbach war bis 1950 Sitz der Fabrikantenfamilie Schindler und wurde anschließend vermietet. 1992 erwarb die Gemeinde Kennelbach das inzwischen baufällig gewordene Gebäude und brachte darin neben Wohnungen auch das Gemeindeamt unter. 

## Bedeutung
Mehrere Gesichtspunkte machen die Villa Grünau zu einem bedeutenden historischen Gebäude. Die Industriellenvilla ist ein Symbol für die enormen Gewinne der Vorarlberger Fabrikanten zur Zeit des Früh- und Hochkapitalismus. Das Gebäude war auch ein Ort bedeutender Erfindungen. Hausherr Friedrich Wilhelm Schindler experimentierte im Keller der Villa mit Elektrizität. Bei der Weltausstellung 1893 in Chicago präsentierte er seine revolutionären Erfindungen, darunter eine voll elektrifizierte Küche, als Weltneuheit.

## Das „elektrische Haus“

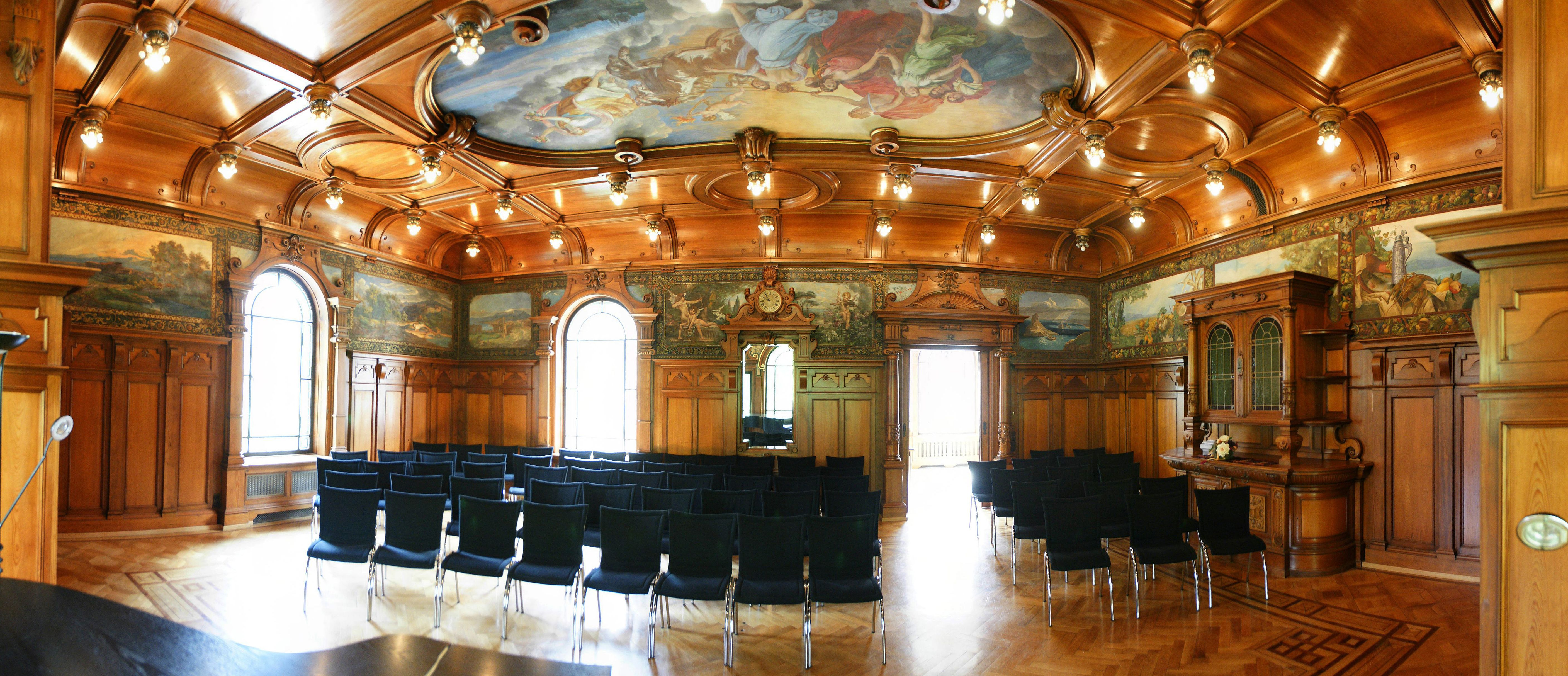
Der 80 m^{2} große Musiksaal wurde in deutscher Neorenaissance ausgeführt

In der Bevölkerung wurde die Villa Grünau auch als „elektrisches Haus“ bezeichnet, denn Friedrich Wilhelm Schindler hatte die Villa mit vielen seiner Erfindungen eingerichtet. So gab es bereits vor 1900 einen elektrischen Herd und ein Backrohr. Die Räume wurden elektrisch beheizt, die Bediensteten bügelten elektrisch und Schindler zündete seine Zigarre elektrisch an. 
Es gab auch eine Staubsaugeranlage, die sich in einem Rohrsystem durch das ganze Haus zog. Neben diesen damals einzigartigen Geräten ist die Villa auch mit allen Merkmalen eines Herrschaftsgebäudes ausgestattet. Wandmalereien, ein prunkvoller Musiksaal, eine große Kuppel, kunstvolle Beleuchtungskörper sowie eine ausgedehnte Parkanlage vervollständigen das Objekt. 
Die Villa Grünau entstand in der Zeit, in der auch andere Vorarlberger Industrielle in Dornbirn, Feldkirch und Thüringen ihre Villen bauten. Die palastartigen Bauten der Fabrikanten unterstrichen die wirtschaftliche Macht der Unternehmer. Die Industriellenvillen mussten groß sein und die Säle so weit, dass sich der Einzelne darin seiner Kleinheit bewusst wurde. Auch im Privatleben grenzten sich die Industriellen von der Dorfbevölkerung ab. Um die Beziehungen der Kinder mit der einheimischen Bevölkerung gering zu halten, holte die Familie Schindler das Personal durchwegs aus dem Ausland. Die Lehrerin stammte aus Preußen, die anderen Bediensteten waren Schweizer.

## Finanzierung durch enorme Gewinne

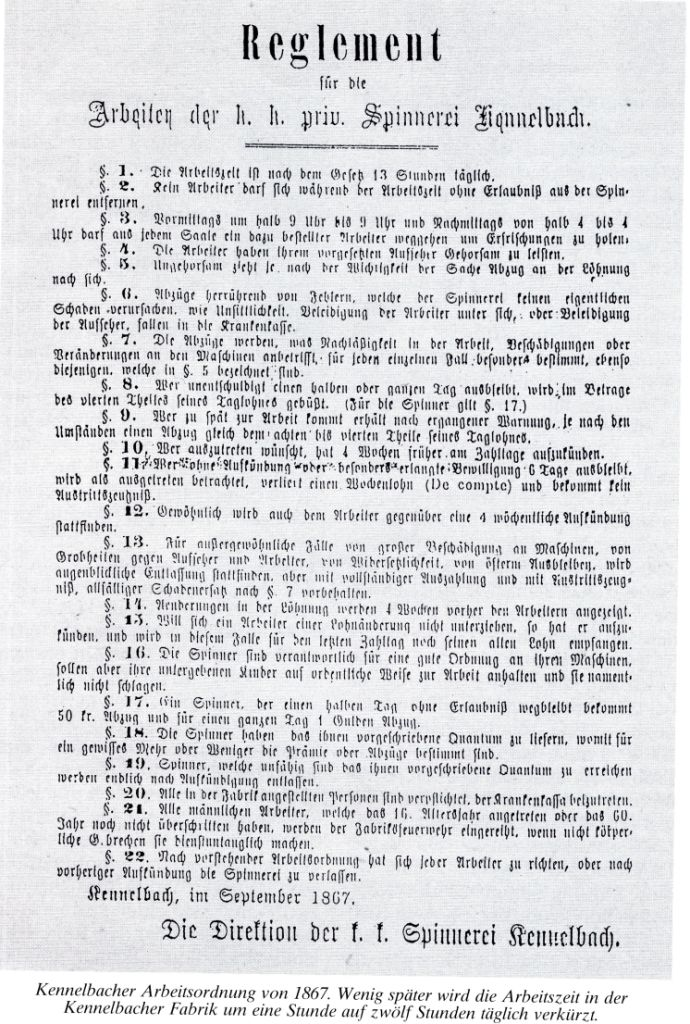
Die aus dem Jahr 1867 stammenden Vorschriften für die Arbeiten in der Spinnerei geben bei Punkt 1 die 13-stündige Arbeitszeit pro Tag an.

Im Jahr 1838 hatten die Familien Schindler und Jenny die Baumwollspinnerei in Kennelbach, wo sie die Wasserkraft der Bregenzer Ach nutzen konnten, in Betrieb genommen. Die Fabrik bot zwar neue Verdienstmöglichkeiten für die verarmte Bevölkerung, allerdings kam es zu einer völligen Abhängigkeit der Arbeiter vom Unternehmer. In den 1860er Jahren waren 13 Arbeitsstunden pro Tag in der Kennelbacher kk. Baumwollspinnerei die Regel. Da die gesetzlichen Bestimmungen fehlten, arbeiteten auch neun- und zehnjährige Kinder in den Vorarlberger Textilfabriken. Die Löhne der Arbeiter waren schlecht.
Hingegen war der Profit der Industriellen so groß, dass sie neben dem Bau der Villa Grünau auch noch den Ankauf des Großteils der Grundstücke in der Region finanzieren konnten. Es ist jedoch auch nachgewiesen, dass die Kennelbacher Industriellen trotz ihrer kapitalistischen Einstellung eine Kranken- und Sterbekasse für ihre Arbeiter einführten und Arbeiterwohnhäuser gründeten, denn viele der Arbeiter waren aus der damals zur Österreichisch-Ungarischen Monarchie gehörenden Region Trentino zugewandert.

## Villa als Sitz der Familie Schindler
In unmittelbarer Nachbarschaft der Spinnerei-Fabrik stand eine Werkstätte, die 1837/1838 einstöckig erbaut worden war. 1845 reichten die Fabrikanten Pläne zur Aufstockung der Villa ein. So wurde die ehemalige Werkstatt nach mehrfachem Umbau zur Oberen Villa – einem repräsentativen Gebäude inmitten eines großen Parks mit Springbrunnen und Damwild. Nach diversen Erbschaften, An- und Verkäufen in den verzweigten Familien Schindler und Jenny wurde die obere Villa 1905 aufgegeben, nun war die Villa Grünau Sitz der Familie. Friedrich Wilhelm hatte das Gebäude von seinem Vater Samuel Wilhelm anlässlich der Hochzeit mit Maria Margaretha Verena Jenny als Geschenk bekommen und 1887 bezogen.
Nachdem Friedrich 1920 verstorben war, lebte Maria bis zu ihrem Tod im Jahr 1944 viele Jahre allein mit einigen Bediensteten in der Villa. 

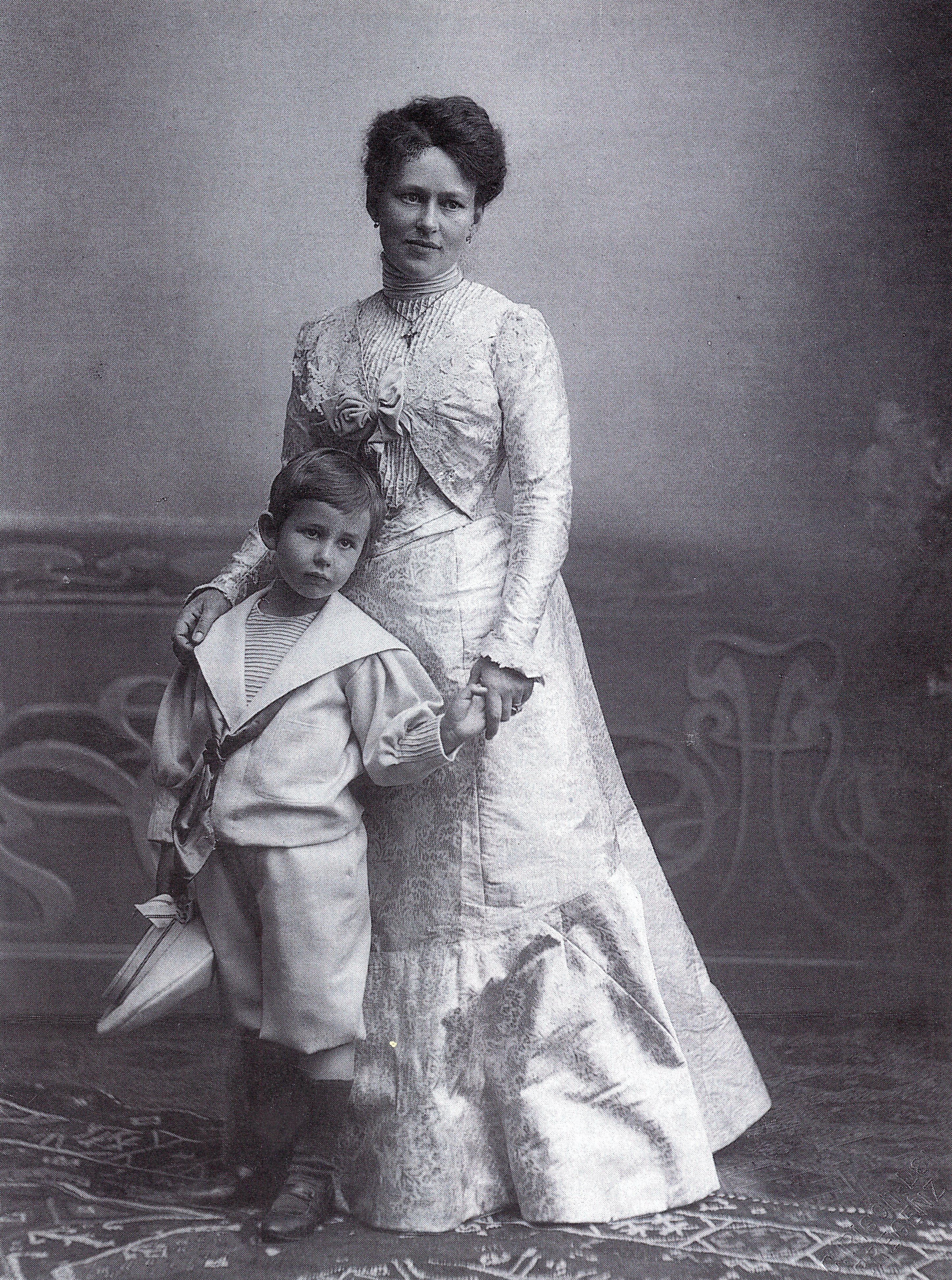
Hausherrin Maria Schindler mit ihrem Sohn Fritz, der nach dem Tod seiner Mutter (1944) den Ansitz der Familie Schindler 1950 ins Schloss Wolfurt verlegte. Das Bild entstand um 1900.

Als Letzter der Familie lebte Fritz Schindler in der Villa. 1936 hatte er das Schloss Wolfurt erworben, 1950 übersiedelte er von der Villa Grünau nach Wolfurt. Fritz Schindler verstarb 1969. Ein Jahr zuvor waren die Textilwerke Schindler & cie nach einer erfolglosen Zeit während und nach dem Zweiten Weltkrieg aufgelöst worden. Das Schloss Wolfurt wurde 2017 an die Gemeinde Wolfurt verkauft.

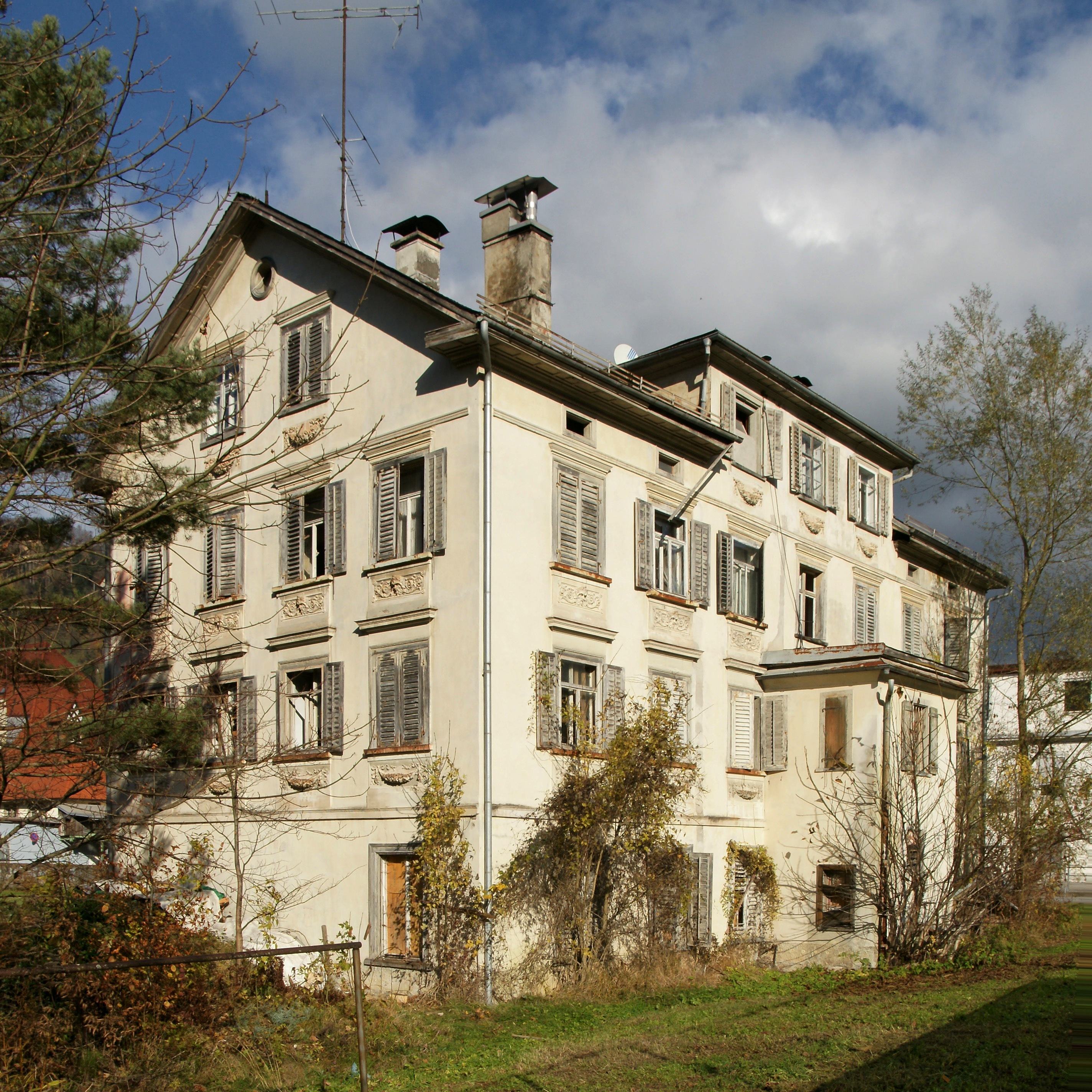
Vor Bezug der Villa Grünau war die obere Villa Sitz der Familie.
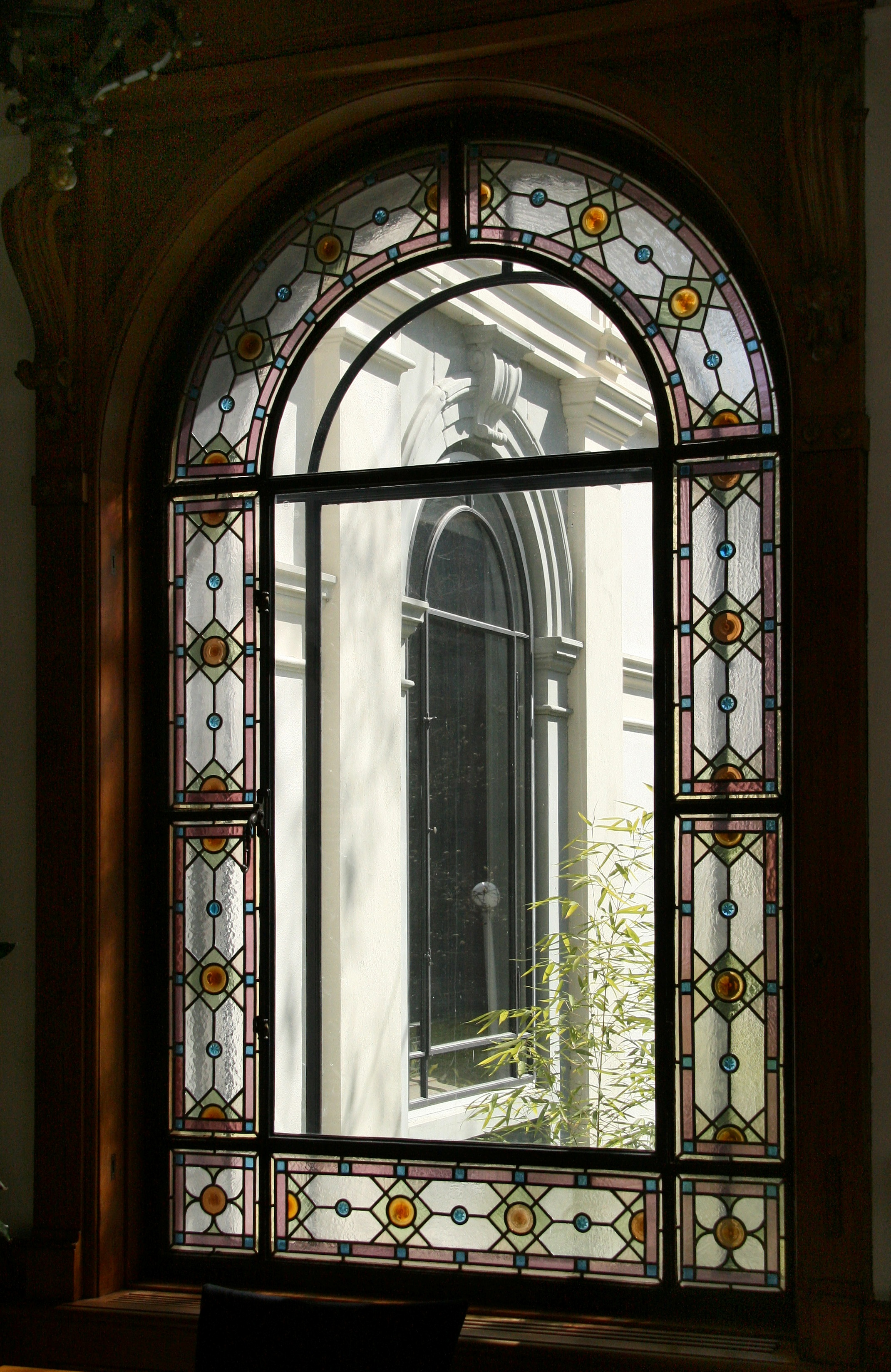
Fenster mit Bleiverglasung.
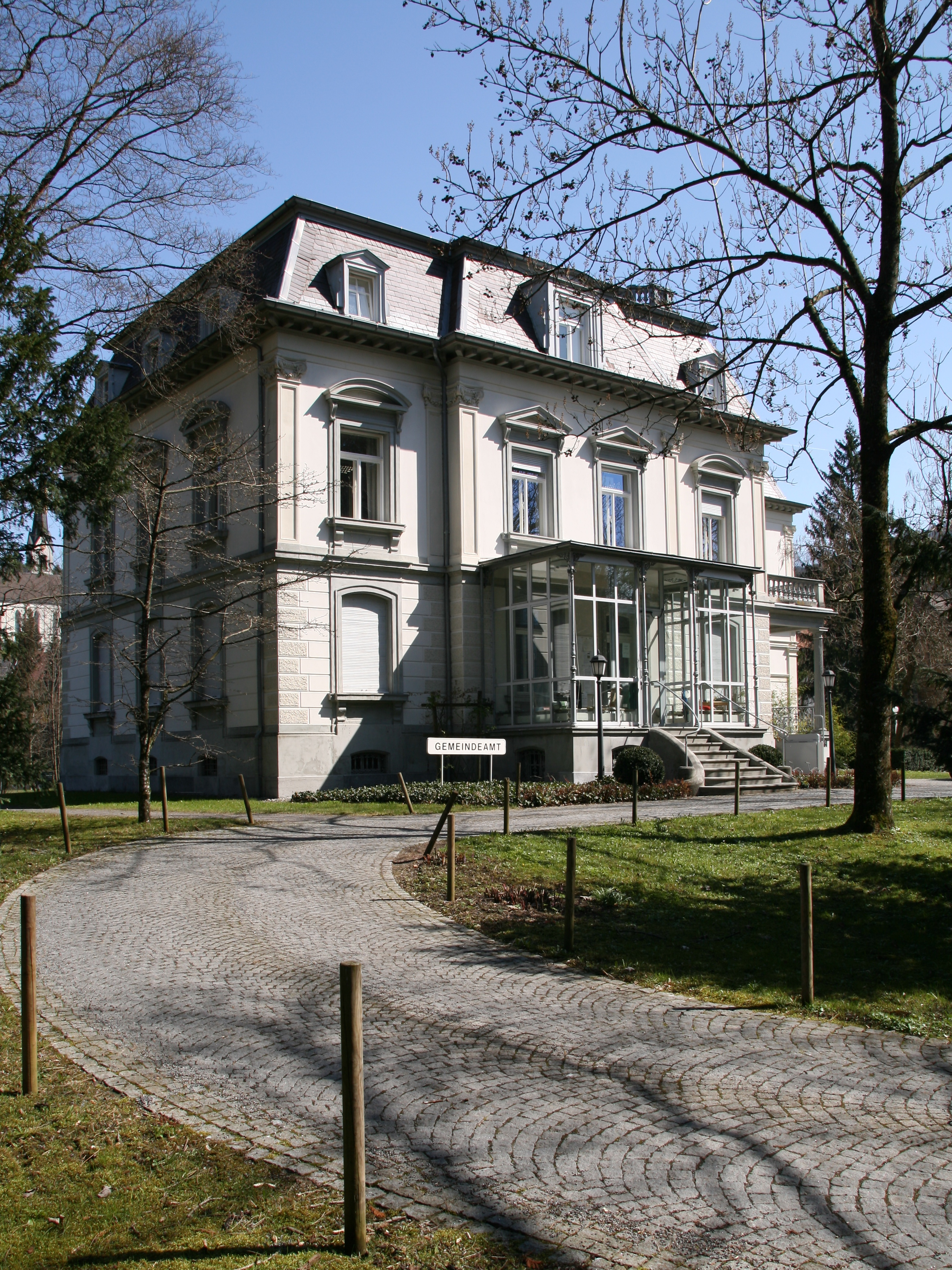
Die Villa ist heute Sitz des Kennelbacher Gemeindeamtes.